# Rosengarten (Morsbach)
Rosengarten ist ein Ortsteil von Morsbach im Oberbergischen Kreis im südlichen Nordrhein-Westfalen innerhalb des Regierungsbezirks Köln.

## Lage und Beschreibung
In ländlicher, waldreicher Umgebung liegt Rosengarten am südlichsten Zipfel des Oberbergischen Kreises. Die Städte Gummersbach (38 km), Siegen (35 km) sowie Köln (75 km) sind in wenigen Autominuten zu erreichen.
Benachbarte Ortsteile sind Rolshagen im Norden, Herbertshagen im Osten, Oberholpe im Süden und Heide im Westen. 

## Geschichte

### Erstnennung
um 1900 wurde der Ort das erste Mal urkundlich erwähnt. Die Schreibweise der Erstnennung war Rosengarten.

## Freizeit

### Vereinswesen
- Dorfgemeinschaft Rhein